# Tirta Mulya (Air Manjunto)
Tirta Mulya is een bestuurslaag in het regentschap Muko-Muko van de provincie Bengkulu, Indonesië. Tirta Mulya telt 1399 inwoners (volkstelling 2010).